# Sonderstaffel Buschmann
Sonderstaffel "Buschmann" – ochotnicza jednostka lotnicza Luftwaffe złożona z Estończyków podczas II wojny światowej.

## Historia
Jesienią 1941 r. oficer byłych estońskich sił lotniczych, Gerhard Buschmann (pochodzenia niemieckiego), rozpoczął formowanie jednostki lotniczej złożonej z Estończyków. Byli to byli piloci estońskiego lotnictwa, którzy zostali wcieleni do Armii Czerwonej, a po najeździe Niemiec na ZSRR 22 czerwca 1941 r., uciekli z ośrodka szkoleniowego w Jägala do lasu. 12 lutego 1942 r. jednostka pod nazwą Sonderstaffel "Buschmann" rozpoczęła swoją działalność bojową. Była podporządkowana wyższemu dowódcy SS i policji w Estonii, zaś pod względem wojskowym wchodziła w skład Luftflotte 1. Rozkazy otrzymywała od Kriegsmarine. Miała na wyposażeniu samoloty niemieckie starszych typów (Arado Ar 66, Arado Ar 95, Bucker Bu 131 "Jungmann", Gotha Go 145, Heinkel He 50, Heinkel He 60) i zdobyczne (De Havilland DH.89A "Dragon Rapide", Miles Magister, PTO-4, RWD-8, Stampe &  Vertongen SV-5). Lotnisko bazowe znajdowało się w Ülemiste. Sonderstaffel "Buschmann" wykonywała zadania pomocnicze na Morzu Bałtyckim wobec Kriegsmarine, takie jak loty patrolowe, wykrywanie sowieckich okrętów podwodnych, rozpoznawanie zasięgu kry lodowej w Zatoce Fińskiej, obserwacja ruchów okrętów sowieckiej Floty Bałtyckiej. W grudniu 1942 r. jednostka przeszła pod dowództwo specjalnej grupy lorniczej podległej bezpośrednio Reichsführerowi SS Heinrichowi Himmlerowi. 1 kwietnia 1943 r. przeorganizowano ją w 127 Morską Zwiadowczą Grupę Lotniczą (Seeaufklärungsgruppe 127) w składzie 1 Luftflotte.